# Hrubý Jeseník (gebergte)

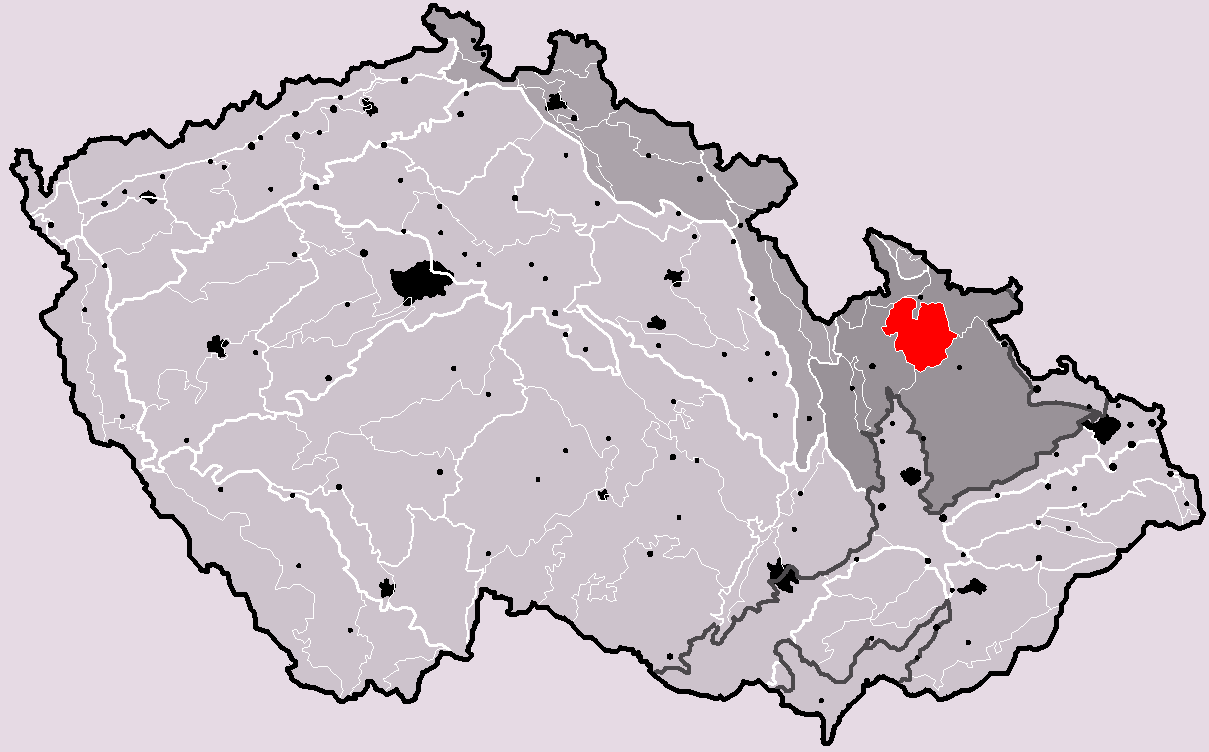
Locatie in Tsjechië

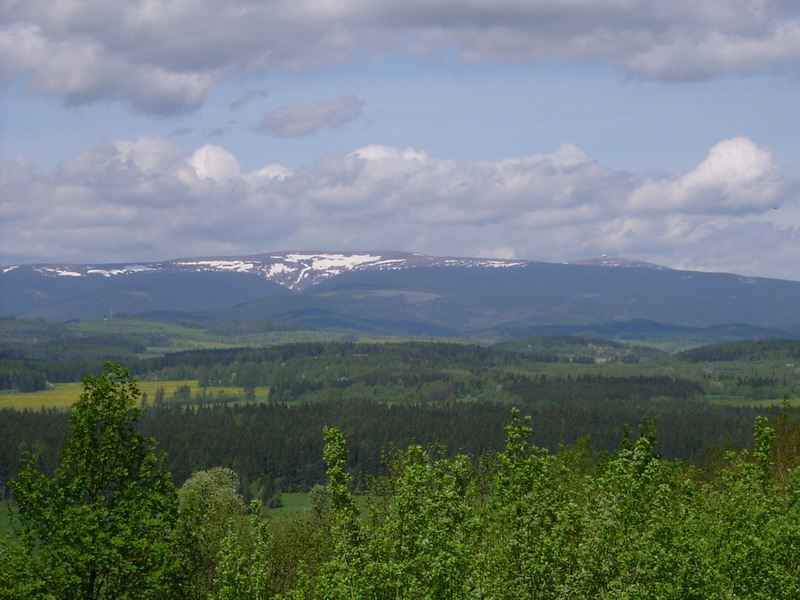
Het Hrubý Jeseník-gebergte

Hrubý Jeseník (Duits: Altvatergebirge of Hohes Gesenke), in het dagelijks spraakgebruik Jeseníky genoemd, is een gebergte in Tsjechisch Silezië en Moravië. Het gebergte is het meest oostelijke deel van de bergketen Sudeten. De hoogste berg is de Praděd (Duits: Altvater), met een hoogte van 1.492 meter.
De grootste stad in het gebergte is Jeseník. Andere belangrijke plaatsen zijn Rýmařov, Bruntál, en Vrbno.